# We Are Superhuman
『We Are Superhuman』（ウィーアースーパーヒューマン）は、2019年5月24日にDreamusから発売された韓国のアイドルグループNCT 127の4枚目のミニ・アルバム。

## 概要
- 今作のタイトル曲「Superhuman」ではNCT 127がこれまで発表してきたヒップホップサウンドから、パワフルで明快なコーラスといったエレクトロポップトラックのスタイルへの転換を示している[4]。
- 2019年5月14日に収録曲「Highway to Heaven」を先行公開した[5]。
- 5月24日にタイトル曲「Superhuman」のミュージックビデオを公開した。

### プロモーション
- 2019年4月18日放送の米ABC『グッド・モーニング・アメリカ』に出演し、タイトル曲「Superhuman」のステージを初披露した[6][7]。
- 4月18日放送の米ABC『Strahan & Sara』に韓国の男性歌手としては初めて出演し「Superhuman」のステージを披露した[7]。
- 5月14日放送の米CBS『レイト×2ショー with ジェームズ・コーデン』に出演し「Superhuman」のステージを披露した[8]。

## チャート成績・評価
韓国ガオンチャート（2019年5月26日〜6月1日）で週間1位を獲得した。
米ビルボード200で11位、アーティスト100では6位を記録した。また、トップアルバムセールス、デジタルアルバム、ワールドアルバム、インディペンデントアルバムなどビルボードの4つのチャートで1位を獲得した。
iTunes総合アルバムチャートでアメリカ、メキシコ、ブラジル、チリ、ペルー、ギリシャ、ロシア、日本、インドネシア、香港、ベトナム、タイ、マレーシア、シンガポール、フィリピン、アラブ首長国連邦、インド、ブルネイ、カザフスタン、バーレーン、モーリシャス、レバノン、キルギスなど世界23の国と地域で1位を獲得した。
タイトル曲「Superhuman」は英Dazed誌の「The 20 best K-pop songs of 2019」に選定された。
収録曲「Highway To Heaven」は音楽専門チャンネルMTVの「The Best K-pop B-sides Of 2019」に選定された。

## 収録曲
1. Highway to Heaven [3:21]
  - 作詞 ：민연재、1월 8일、danke (lalala studio)、조미양
  - 作曲 ：Social House、Gaelen Whittemore、Sean Machum、Wilbart 'Vedo' McCoy III
  - 編曲 ：Social House、Gaelen Whittemore、Sean Machum、Richard Garcia

東洋的な楽器の響きが印象的なエレクトリックダンスナンバー。
2. Superhuman [3:58]
  - 作詞 ：박성희、이스란、제이큐(JQ)、아멜리、Rick Bridges
  - 作曲 ：Adrian Mckinnon、탁 (TAK)、원택 (1Take)
  - 編曲 ：탁 (TAK)

タイトル曲。誰でもスーパーヒューマン（スーパーヒーロー）になることができるという意味が込められている[6][15]。ポイントダンスにはスーパーマンが変身するようにシャツを脱ぎ[16]、胸を開く動作が取り入れられている[17]。
3. 아 깜짝이야（あっ、びっくりした）（FOOL） [2:41]
  - 作詞 ：Rick Bridges
  - 作曲 ：Rykeyz、Britten Newbill、Wes Period、Lucky Daye
  - 編曲 ：Rykeyz
4. 시차（時差）(Jet Lag) [3:16]
  - 作詞 ：제이큐(JQ)、김혜정、MARK
  - 作曲 ：Social House、Gaelen Whittemore、Sean Machum、Wilbart 'Vedo' McCoy III
  - 編曲 ：Social House、Gaelen Whittemore、Sean Machum
5. 종이비행기（紙飛行機）(Paper Plane) [3:44]
  - 作詞 ：오민주
  - 作曲 ：Leon Paul Palmen、Jihad Rahmouni、Roel Donk
  - 編曲 ：Palm Trees、Rock A Tune、Roel Donk
6. OUTRO: WE ARE 127 [1:27]
  - 作曲 ：탁 (TAK)
  - 編曲 ：탁 (TAK)

## Highway to Heaven (English Ver.)

### 概要
- 2019年7月19日、ミニアルバム『Superhuman』収録曲「Highway to Heaven」の英語版シングル「Highway to Heaven (English Ver.)」を公開した[18]。
- 7月23日、「Highway to Heaven (English Ver.)」のミュージックビデオを公開した。
- ミュージックビデオはアメリカのモハーヴェ砂漠で撮影されており、広大な岩石層やジョシュアツリーの光景が収められている[19]。

### トラック
1. Highway to Heaven (English Ver.)
  - 作詞 ：Social House、Wilbart 'Vedo' McCoy III
  - 作曲 ：Social House、Gaelen Whittemore、Sean Machum、Wilbart 'Vedo' McCoy III
  - 編曲 ：Social House、Gaelen Whittemore、Sean Machum、Richard Garcia